# Matanza en los penales del Perú
La matanza en los penales de Lima y El Callao fue una serie de acciones militares ocurridas en el Perú entre el 18 y el 19 de junio de 1986 a raíz del amotinamiento coordinado de los presos acusados de terrorismo recluidos en las prisiones de San Juan de Lurigancho y El Frontón y en la cárcel de mujeres de Santa Bárbara, ubicadas en las provincias de Lima y de Callao. Luego de infructuosas negociaciones, fuerzas de la policía de la Guardia Republicana del Perú y la Marina de Guerra del Perú tomaron violentamente el control de los penales, asesinando a 124 reclusos en Lurigancho, 2 en Santa Bárbara y aproximadamente 170 en El Frontón. 
En la isla El Frontón un oficial dio la orden de disparar contra presos que se habían rendido. El encargado del operativo en El Frontón fue el capitán de marina Juan Carlos Vega Llona junto a Luis Giampietri Rojas. Los 35 ex marinos que participaron en estas acciones fueron acusados de homicidio calificado, sin embargo, se excluyó de la denuncia al entonces ministro del Interior Agustín Mantilla y a los demás miembros del gabinete. Luis Giampietri, uno de los jefes de la Marina de Guerra solo declaró en calidad de testigo. Según indicó el expresidente Alan García Pérez, la Comisión de la Verdad y Reconciliación del Perú no halló responsabilidad personal alguna atribuible a su persona.
Los senderistas, por su parte, establecieron el 19 de junio como el "Día de la heroicidad" para conmemorar los hechos; asesinaron en Bolivia, con apoyo de una facción senderista local, a Juan Carlos Vega Llona y realizaron diversos atentados entre ellos una en la estación del Cusco que cobró 8 vidas.

## Antecedentes
El Partido Comunista del Perú-Sendero Luminoso (PCP-SL), comúnmente denominado Sendero Luminoso, es una agrupación terrorista de ideología  marxista-leninista-maoísta fundada en 1970. Inició su lucha armada en 1980 desde las zonas rurales andinas del país mediante el aniquilamiento de autoridades civiles y políticas locales, así como todo vestigio de autoridad estatal. Asimismo, asesinó a supuestos soplones, pobladores a quienes se les acusó de enviar noticias y apoyo logístico a los militares. En muchos casos, como el del pueblo ayacuchano de Lucanamarca, estas masacres aniquilaron prácticamente a toda la comunidad.
A partir de 1983, los ataques de Sendero Luminoso no se limitaron al ámbito rural. Se perpetraron ataques contra infraestructuras en las ciudades de Huancayo, Huancavelica, Cerro de Pasco, Huánuco, Andahuaylas, Abancay, Ayacucho y Lima. Así empezaron los ataques a las líneas de alta tensión, los cuales causaron cortes de luz —conocidos en el Perú como «apagones»— que a ciudades enteras sin suministro eléctrico. Las estrategias de Sendero Luminoso incluían además la colocación de «coches-bomba» frente a objetivos de gran valor, como fueron en 1985 el Palacio de Gobierno y el Palacio de Justicia. Inclusive, en diversas ciudades del interior del país, se llevó a cabo los llamados «paros armados» durante los cuales los militantes senderistas tomaban el control de la ciudad y se suspendían todas las actividades productivas.
Al inicio de su gobierno, el presidente Alan García mostró interés en cambiar la estrategia contrasubversiva ejecutada por su antecesor, el saliente expresidente Fernando Belaúnde Terry, con el fin de reducir las agresiones sufridas por la población rural. De esta manera, llegó a convocar a la sociedad civil para proponer soluciones a este grave problema.
De acuerdo con la misma Comisión de la Verdad y Reconciliación, Sendero Luminoso había trasladado su accionar a los penales en donde tenía recluidos a gran parte de sus dirigentes y militantes. Según el lenguaje empleado por la organización terrorista, aun siendo presos sus integrantes realizaban trabajo ideológico y organizativo con el fin de convertir «las negras mazmorras de la reacción en luminosas trincheras de combate».
Los presos por terrorismo –autodenominados «prisioneros de guerra» y «presos políticos»– poseían un amplio control sobre los pabellones en donde se encontraban, como el Pabellón Industrial del penal San Pedro en Lurigancho y el Pabellón Azul del penal en la Isla El Frontón. Este control comprendía el ingreso de personas, bienes y recursos, lo que les permitía incluso alterar la arquitectura de los establecimientos y adaptarla a sus fines. Para los subversivos, las cárceles se habían convertido en las denominadas "Luminosas Trincheras de Combate".

## El motín
El 18 de junio de 1986, a las seis de la mañana, durante el transcurso de un congreso de la Internacional Socialista en Lima (de la que el partido del gobierno, el APRA, formaba parte), los presos por terrorismo de las cárceles de San Juan de Lurigancho, en el "Pabellón Azul" de la isla penal de El Frontón y Santa Bárbara (prisión de mujeres), se amotinaron en forma coordinada tomando como rehenes a los guardias de las cárceles y a tres periodistas.  A partir de la palabra clave "Puka", los amotinados iniciaron su acción.
Los amotinados de las tres cárceles presentaron un pliego de demandas entre las que destacaban su negativa a ser trasladados a otros penales, la eliminación de las requisas y las revisiones, así como el cierre del penal de Canto Grande y mejoras en las condiciones carcelarias. Además, se afirmaron en realizar la "Resistencia Feroz".
El gobierno envió una comisión negociadora denominada «Comisión de Paz», conformada por César Samamé, Augusto Rodríguez Rabanal y Fernando Cabieses, la cual llegó a las 16:30 a negociar a la cárcel de El Frontón. Al fracasar estas negociaciones, Alan García promulgó el Decreto Supremo N.º 006-86-JUS con el propósito de declarar a los centros penales como "zonas militares restringidas".
A las 10:00 se inició una sesión de emergencia del Consejo de Ministros y de los mandos militares con la participación de Alan García. Tres horas después, finalizada la reunión, el ministro del Interior, Agustín Mantilla, anunció que, de no rendirse los amotinados, los centros penitenciarios serían retomados por la fuerza.

## El asalto
A las 15:00 horas del 19 de junio, el jefe del grupo de Fuerzas de Operaciones Especiales (FOES) de la Marina de Guerra del Perú, a requerimiento del ministro del Interior, Agustín Mantilla, inició las acciones para retomar los penales. Las FOES se encargarían de las demoliciones de algunas paredes de los penales para así posibilitar la intervención de los elementos de la Guardia Republicana.
El primer ataque se dio en la cárcel de mujeres, en donde la Guardia Republicana (en ese momento, cuerpo de la policía encargada de la vigilancia de las cárceles y de las fronteras) recuperó el control del penal relativamente rápido. Los policías demolieron una pared y lanzaron gases lacrimógenos y paralizantes. En dos horas los rehenes fueron liberados, resultando dos internas muertas. 
El asalto contra la cárcel de la isla de El Frontón se inició a las 0:00, estando a cargo de la Marina de Guerra y de la Infantería de Marina peruanas. El director del penal, el juez y el fiscal dejaron finalmente sentada su protesta por la presencia de los marinos, a quienes negaron autorización para actuar dentro del penal, declarando que no se responsabilizaban por los resultados de esta intervención.
Mientras tanto, desde la isla de El Frontón, Agustín Mantilla anunció que la isla se encontraba bajo el control del Comando Conjunto, afirmando que había sido declarada zona militar restringida. También a las 0:00 llegó a Lurigancho un escuadrón de la Guardia Republicana, que colocó explosivos alrededor de la pared exterior del Pabellón Industrial de la prisión donde los senderistas tenían a un rehén. Entonces se inició el ataque conjunto de tropas de la Guardia Republicana y del Ejército peruano. 
La noche del 19 de junio, después del ataque con bazucas, morteros, dinamita y explosivos de alto poder como el C-3, las fuerzas del orden tomaron el control de los penales, dejando un saldo de 124 senderistas muertos, además de tres marinos. Según el testimonio de dos efectivos de la Marina ante la CVR, varios terroristas que se habían rendido fueron ajusticiados tanto a balazos como con el uso de armas blancas. Para los senderistas, los ajusticiamientos eran un acto mediante el cual "cada bala que atravesaba nuestro cuerpo nos enardecía con más odio de clase. ¡Hasta el Comunismo, camaradas! ¡Hasta el triunfo, camaradas!".
La Iglesia católica peruana en el documento publicado el 19 de junio de 1986 y titulado Masacre de los penales de Lima relata:

En la madrugada del 18, los detenidos de los penales de El Frontón, Lurigancho y Santa Bárbara, en Lima, se amotinan y toman rehenes. El consejo de ministros y el presidente Alan García deciden encargar al Comando Conjunto de las Fuerzas Armadas la restauración del orden. En Santa Bárbara -cárcel de mujeres- interviene la Guardia Republicana. Las rehenes son liberadas. Hay dos reclusas muertas. En Lurigancho intervienen el Ejército y la Guardia Republicana. Al amanecer del 19 un rehén es liberado. Los ciento veinticuatro reclusos -según el informe oficial- son fusilados después de rendirse. En el Frontón, la operación se encomienda a la Marina, que bombardea el Pabellón Azul durante todo el día. Sobreviven treinta internos, que se rinden. Eran alrededor de doscientos detenidos. En todo el proceso se impide el acceso a las autoridades civiles: jueces, fiscales, directores de penales. Tampoco la prensa.

## Hechos posteriores
Posteriormente a estos hechos, el senador de la Izquierda Unida Javier Diez Canseco, junto con diversos medios de comunicación, informaron sobre presuntas ejecuciones extrajudiciales en contra de los subversivos que ya se habían rendido cuando el motín de El Frontón había sido sofocado. Ante las graves acusaciones que se hicieron con respecto a la reacción de las Fuerzas Armadas, el Congreso peruano, en sesión conjunta, conformó una comisión que tuvo por objetivo la investigación y el análisis de los sucesos ocurridos en los penales. 
La comisión, presidida por el entonces senador Rolando Ames, afirmó haber encontrado suficientes pruebas para acusar y exigir una respuesta por las decisiones tomadas por el presidente Alan García y su Consejo de Ministros y determinar la responsabilidad política por estos actos.
Según afirma la Comisión de la Verdad y Reconciliación:

En el caso de El Frontón, encargado a la Marina de Guerra, las acciones se extendieron un día más y fueron las más violentas porque fue el único lugar donde los amotinados tenían tres armas de fuego modernas y muchos proyectiles de fabricación artesanal.

En los hechos acaecidos en el penal de El Frontón hay, al menos dos casos, en que murieron personas que habían sido declaradas inocentes, tal y como la Corte Interamericana de Derechos Humanos declaró en su sentencia del 16 de agosto de 2000.
Por su parte, los senderistas realizaron una operación para asesinar en Bolivia a Juan Carlos Vega Llona, uno de los encargados de la operación para retomar el control del penal El Frontón.
En 2001 la Asociación Americana de Juristas denunció a Alan García ante la Fiscalía de la Nación por ser responsable del acontecimiento. Al año siguiente, la Fiscalía Superior optó archivar la investigación sobre la presunta participación de García que el Instituto de Defensa Legal la solicitó.
La investigación oficial se inició en 2005. En 2008, el Tribunal Constitucional de Perú declaró improcedente el recurso presentado por el IDL para evitar que el caso Frontón prescribiera. En 2017 se inició el juicio a 35 oficiales y suboficiales de la Marina de Guerra del Perú por el caso El Frontón, pero tuvo que reiniciarse en 2024, después de que se conociera que el juez encargado había sido suspendido por el Poder Judicial.

### Día de la heroicidad
Por otro lado, los terroristas de Sendero Luminoso establecieron el 19 de junio como su «Día de la heroicidad». Para los terroristas, lo ocurrido el 19 de junio (motín, secuestro, confrontación con armas, reducción de sus fuerzas y toma del control del penal por parte de la marina) fue «un triunfo político, militar y moral para la revolución», por lo que establecieron tal fecha como el «Día de la heroicidad». Un año después de los hechos ocurridos en los penales, un grupo subversivo celebró el «Día de la heroicidad» en la Universidad Nacional Mayor de San Marcos para conmemorar a los muertos. En un comunicado, los terroristas manifestaron lo siguiente:

Hace un año, el 19 de junio, Día de la HEROICIDAD, los prisioneros de guerra de las Luminosas Trincheras de Combate de El Frontón Lurigancho y el Callao se rebelaron.

Los comunistas y combatientes del Ejército Guerrillero Popular e hijos de las masas, se batieron heroicamente sellando un hito de Heroicidad, valor y coraje, expresión del nuevo hombre armado con el marxismo-leninismo-maoísmo, pensamiento guía que solo el Partido Comunista y la Guerra Popular es capaz de generar y estamparon el imperecedero Día de la HEROICIDAD, fructificando con su preciosa sangre nuestra Gran Epopeya, la Guerra Popular y levantándose como monumental bandera tremolante e inagotable grito de guerra que nos convoca al inevitable triunfo final: el COMUNISMO...
¡VIVA EL PRESIDENTE GONZALO!
¡GLORIA AL DIA DE LA HEROICIDAD!
¡VIVA EL MARXISMO-LENINISMO-MAOISMO, PENSAMIENTO GUIA!
¡VIVA EL PARTIDO COMUNISTA!
¡DESARROLLAR LA GUERRA POPULAR SIRVIENDO A LA REVOLUCION MUNDIAL!

¡GLORIA ETERNA A LOS HEROES CAIDOS, VIVA LA REVOLUCION!

30 años después de los acontecimientos, se lanzó un comunicado que decía:

Treinta años después decimos. ¡Camaradas y compañeros caídos, presentes! Nuestros héroes... tienen el derecho a ser siempre recordados... ¡Honor y gloria a los héroes caídos!